# Potterville
Potterville är en ort i Eaton County i Michigan. Vid 2010 års folkräkning hade Potterville 2 617 invånare.